# Râul Perișani, Suhurlui
Râul Perișani este un curs de apă, afluent al râului Suhurlui. 